# Gekke Maondaag

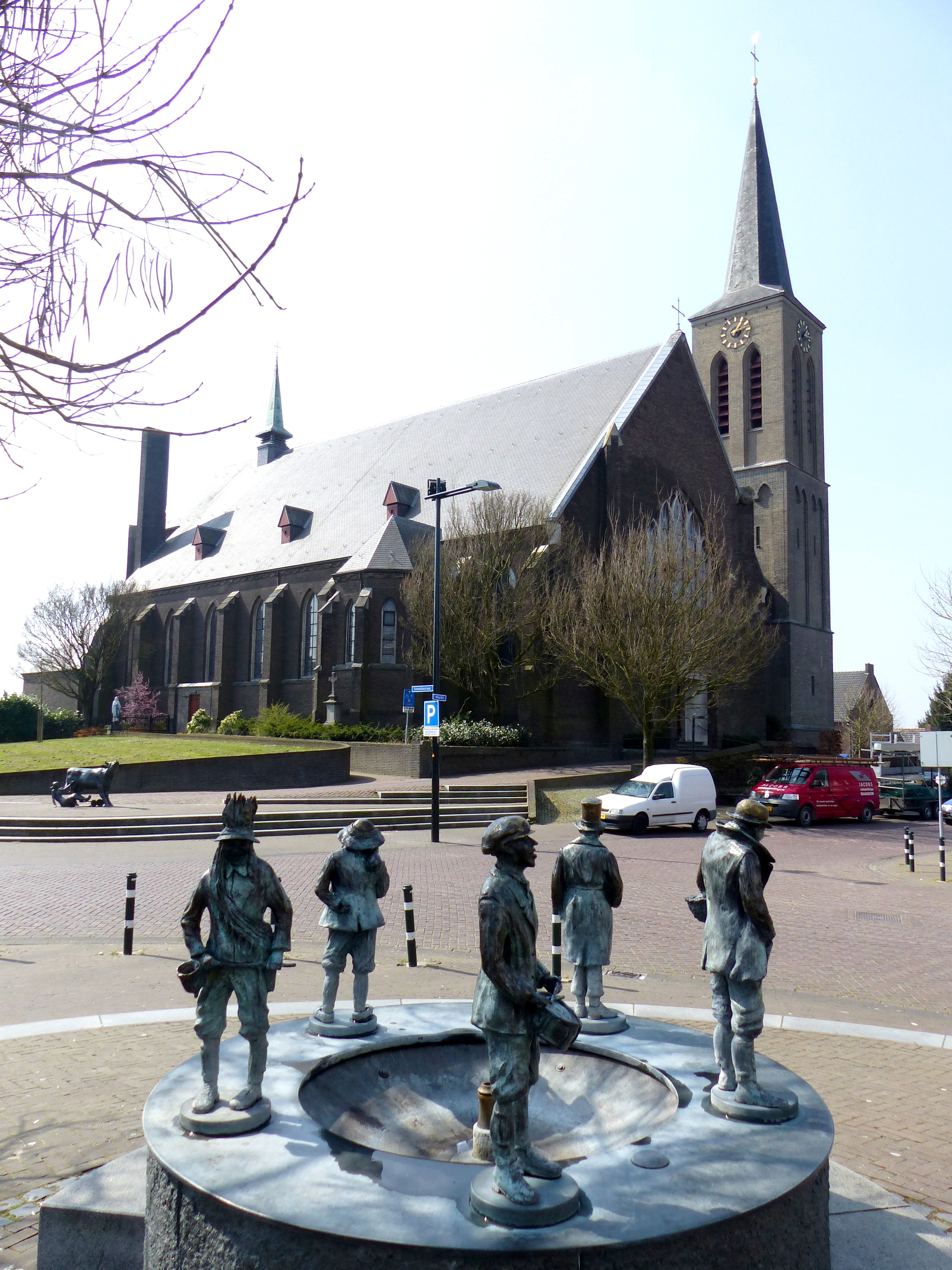
Gekke Maondaagfontein op de Markt in Velden

Gekke Maondaag (Nederlands: Gekke Maandag) is een volksfeest, voorafgaand aan carnaval, dat uitsluitend gevierd wordt in de Noord-Limburgse dorpen Velden, Grubbenvorst en Lottum.

## Geschiedenis
Over de oorsprong van het cultuurverschijnsel is weinig bekend. Volgens het Meertens Instituut bestaat er een verband met de viering van de naamdag van de Heilige Sebastianus op 20 januari. Sinds 1436 kent Velden een Sint-Sebastianusgilde. De gildedag mocht vroeger alleen gevierd worden door mannen van boven de dertig jaar. Omdat de jeugd tijdens het gildefeest niets te doen had, hield zij bij wijze van protest een ludieke optocht. Op de maandag na de feestdag van Sint-Sebastianus trokken vrijgezelle boerenkechten op een boerenkar vanuit buurtschap Schandelo naar het dorp. Daarbij verkleedden de jongeren zich als ouderen, maakten hun gezichten zwart met houtskool en droegen hun jas en broek binnenstebuiten. Bij ieder huis waar ze aan voorbij trokken vroeg men de vrouw des huizes om een worst.
De traditie in Grubbenvorst en Lottum heeft een andere historie; deze is naar men aanneemt verbonden met de Duitse Rosenmontag, het hoogtepunt van het Rijnlandse carnaval. Rond 1800 wilden met name boerenknechten in deze dorpen ook een dergelijk feest, maar om praktische redenen werd toen gekozen voor een datum vóór carnaval.

## Traditie
Het feest is tegenwoordig gekoppeld aan carnaval, doordat in de jaren 50 van de twintigste eeuw de drie carnavalsverenigingen van de dorpen het historische feest adopteerden. De verenigingen heten hier daarom Gekkemaondaagsvereniging in plaats van carnavalsvereniging.
Gekke Maondaag wordt in elk dorp op een andere dag gevierd. In Velden valt de feestdag altijd op de laatste maandag van januari. In Grubbenvorst is het feest altijd twee weken voor carnaval en in Lottum één week voor carnaval.
De festiviteiten zijn in feite een vervroegd carnavalsfeest met zoals gebruikelijk een prins, de optocht met praalwagens en een groot dorpsfeest. In Velden viert men overigens uitsluitend Gekke Maondaag en geen carnaval, terwijl in Lottum en Grubbenvorst na Gekke Maondaag ook carnaval wordt gevierd.

## 'De Bierfontein'
In september 2006 is op de Markt in Velden een kunstwerk onthuld ter ere van de Gekke Maondaagstraditie. Het is ontworpen door de Veldense kunstenares Mieke Knaapen. Het kunstwerk bestaat uit vijf bronzen jongensfiguren die dansen op de rand van een fonteinbak. De figuren zijn ludiek verkleed in de traditie van Gekke Maondaag. Omdat er tijdens de onthulling bier uit de fontein stroomde, heet het kunstwerk in de volksmond de Bierfontein.